# Стоктон (Нью-Джерсі)
Стоктон (англ. Stockton) — місто (англ. borough) в США, в окрузі Гантердон штату Нью-Джерсі. Населення — 495 осіб (2020).

## Географія
Стоктон розташований за координатами 40°24′20″ пн. ш. 74°58′27″ зх. д. / 40.40556° пн. ш. 74.97417° зх. д. (40.405431, -74.974176).  За даними Бюро перепису населення США в 2010 році місто мало площу 1,58 км², з яких 1,39 км² — суходіл та 0,20 км² — водойми.

## Демографія
Згідно з переписом 2010 року, у селищі мешкало 538 осіб у 237 домогосподарствах у складі 142 родин. Було 259 помешкань
Расовий склад населення:
| - 98,3 % — білих - 0,9 % — азіатів |

До двох чи більше рас належало 0,7 %. Частка іспаномовних становила 0,6 % від усіх жителів.
За віковим діапазоном населення розподілялося таким чином: 19,5 % — особи молодші 18 років, 62,5 % — особи у віці 18—64 років, 18,0 % — особи у віці 65 років та старші. Медіана віку мешканця становила 47,7 року. На 100 осіб жіночої статі у селищі припадало 94,2 чоловіків;  на 100 жінок у віці від 18 років та старших — 96,8 чоловіків також старших 18 років.
Середній дохід на одне домашнє господарство  становив 112 029 доларів США (медіана — 90 938), а середній дохід на одну сім'ю — 119 602 долари (медіана — 107 344). За межею бідності перебувало 5,5 % осіб, у тому числі 1,5 % дітей у віці до 18 років та 2,1 % осіб у віці 65 років та старших.
Цивільне працевлаштоване населення становило 335 осіб. Основні галузі зайнятості: освіта, охорона здоров'я та соціальна допомога — 26,6 %, роздрібна торгівля — 9,6 %, науковці, спеціалісти, менеджери — 8,4 %, мистецтво, розваги та відпочинок — 7,8 %.